# Javorový štít
Javorový štít (německy Krötenseespitze, polsky Jaworowy Szczyt) je horský vrchol o nadmořské výšce 2417,6 m v hlavním hřebenu Vysokých Tater mezi Malým Javorovým štítem a Ostrým štítem.
Od Malého Javorového štítu je oddělen sedlem Javorová škára, od Malého Ostrého štítu ho odděluje Javorové sedlo.
Na vrcholu se rozkládá rozlehlé suťové plató. Pod jihovýchodním úbočím se rozlévá Sivé pleso, pod jihozápadním úbočím Ľadové pleso a pod severní stěnou Žabie Javorové pleso.

## Přístup
Javorový štít je turisticky nepřístupný. Pod jižními stěnami prochází Ostravská stezka, neboli žlutě značený a upravený horský chodník od Zbojnické chaty na Priečné sedlo a dále dolů k Téryho chatě. Pod severními stěnami vede zeleně značený chodník od Téryho chaty přes Sedielko do Javorové doliny a do obce Tatranská Javorina.

## Horolezectví
Javorový štít je oblíbeným horolezeckým cílem v létě i v zimě. Populární jsou zejména následující túry:
Východní žlab - cesta prvovýstupců z roku 1897. Karol Englisch, Antoniną Englisch, vůdce Johann Hunsdorfer. Obtížnost 1-2 UIAA. Normální cesta pro výstup i sestup.
Jižní rokle do Javorové spáry - R. Antoníček, Antoníčková, Forejtník, Grois, O.Lásková, M.Macků, Ruchovská. Prvovýstup 1956. Obtížnost 3 UIAA.
Motykův komín - Zoltán Brüll, Stanislav Motyka, Štefan Zamkovský. Prvovýstup 1934. Obtížnost 4 UIAA. Dnes lezeno převážně v zimě.
Hlavní žlab - K.L.Horn, J.Serényi. Prvovýstup 1911. Obtížnost 2-3. Leze se v zimě i v létě, dá se sjet na lyžích.
Žebro Kelle-Šuna - František Kelle ml., J.Šuna. Prvovýstup 1951. Obtížnost 5 UIAA. Skalní výstup.
Kvasničkova cesta - V.Fronc, J.Kvasnička, J.Puobiš, František Ždiarsky. Prvovýstup 1950. Obtížnost 4-5 UIAA. Dnes lezeno převážně v zimě.
Přátelé z Měsíce - Michal a Miroslav Coubalovi. Prvovýstup 1989. Obtížnost 8 UIAA. Extrémní skalní výstup.
Komarnického cesta - Gyula Komarnicky, Alfred Martin. Prvovýstup 1908. Obtížnost 3-4 UIAA.